# Johannes Schmitzberger
Johannes Schmitzberger OSB (* 1630 in Neukirchen bei Lambach; † 28. August 1683) war römisch-katholischer Weihbischof in Wien.

## Leben
Schmitzberger trat 1649 in die Ordensgemeinschaft der Benediktiner ein und empfing zwei Jahre später das Sakrament der Priesterweihe. Ab 1669 war er Abt des Schottenstiftes.
Am 18. Dezember 1673 wurde Schmitzberger zum Weihbischof in Wien und Titularbischof von Helenopolis in Bithynia ernannt. Die Bischofsweihe spendete ihm am 28. Jänner des darauffolgenden Jahres der Wiener Fürsterzbischof Wilderlich von Walderdorff; Mitkonsekratoren waren Leopold Karl von Kollonitsch, Bischof von Wiener Neustadt, und Jodok Brendt, emeritierter Weihbischof in Passau.
Er blieb bis zu seinem Tod am 28. August 1683 als Weihbischof der Erzdiözese im Amt.